# HC Davos
HC Davos – szwajcarski klub hokeja na lodzie z siedzibą w Davos.

## Sukcesy
- Złoty medal mistrzostw Szwajcarii: 1926, 1927, 1929, 1930, 1931, 1932, 1933, 1934, 1935, 1937, 1938, 1939, 1941, 1942, 1943, 1944, 1945, 1946, 1947, 1948, 1950, 1958, 1960, 1984, 1985, 2002, 2005, 2007, 2009, 2011, 2015
- Srebrny medal mistrzostw Szwajcarii: 1925, 1936, 1949, 1956, 1957, 1959, 1982, 1986, 1998, 2003, 2006
- Złoty medal międzynarodowych mistrzostw Szwajcarii: 1927, 1929, 1930, 1931, 1932
- Srebrny medal międzynarodowych mistrzostw Szwajcarii: 1924, 1925, 1928, 1933
- Złoty medal Nationalliga B: 1979, 1993
- Srebrny medal Nationalliga B: 1970, 1973, 1977
- Puchar Spenglera: 1927, 1933, 1936, 1938, 1941, 1942, 1943, 1951, 1957, 1958, 2000, 2001, 2004, 2006, 2011, 2023
- Finał Pucharu Szwajcarii: 2018, 2020